# Horst Kirschner
Horst Kirschner (* 20. August 1932 in Langen (Geestland), heute: Stadt Geestland; † 19. November 2022 in Gießen) war ein deutscher Zahnmediziner und Hochschullehrer für Zahnheilkunde.

## Leben
Horst Kirschner wurde in Langen an der Grenze zu Bremerhaven geboren. Er besuchte das Gymnasium in Bremen und bestand dort 1953 die Reifeprüfung. Anschließend studierte er an der Universität Göttingen und später im Saarland Zahnmedizin. Er schloss sich in Göttingen der schlagenden Burschenschaft Hannovera an.
Nach dem Staatsexamen 1958 und der Approbation zum Zahnarzt wurde er 1960 zum Dr. med. dent. an der Universität Göttingen promoviert. 1961 war er an der Klinik für Zahn-, Mund- und Kieferkrankheiten des Saarlandes tätig, dann an der Zahnärztlichen Klinik der Medizinischen Akademie Düsseldorf. 1968 habilitierte er sich an der Universität Gießen und wurde zum Privatdozenten ernannt. 1976 wurde Kirschner auf eine Professur für Zahnärztliche Chirurgie und als Leiter der Abteilung für zahnärztliche Chirurgie und Poliklinik berufen, später wurde er Direktor im Medizinischen Zentrum für Zahn-, Mund- und Kieferheilkunde der Justus-Liebig-Universität Gießen, Abteilung Zahnärztliche Poliklinik und Oralchirurgie.
Sein Fachgebiet waren tierexperimentelle und klinische autoradiographische Studien, die Tag-Nacht-Periodizität in normaler und traumatisierter Mundschleimhaut, die Bindegewebs- und Knochenregeneration, speziell auch nach Implantation verschiedener Fremdstoffe in den Kieferknochen.
Mikromorphologische Überprüfungen der Implantat-Gewebsgrenzen unbelasteter und kaubelasteter Keramikkörper führten zu Erkenntnissen über klinische Anwendungen, technologische Entwicklungen in Richtung auf ein genormtes Implantationssystem für Experimente sowie auf eine Innenkühlung für chirurgische Knochenfräsen und -bohrer. Vergleichende thermometrische Tisch- und Tierversuche bewiesen den Zusammenhang zwischen Kühlung während der Osteotomie und ungestörter Wundheilung. In einem neuen chirurgischen Verfahren zur Zahnerhaltung bei spezieller Indikation wird die Wurzel erkrankter Zähne partiell amputiert und durch Keramik ersetzt. Systematische Studien über die Desmodontregeneration nach autoplastischer Zahnreplantation zur Wiederherstellung zu einem funktionstüchtigen Zahnhalteapparat folgten.
Kirschner war Erfinder der Zahnrettungsbox.
Kirschner war seit 1963 verheiratet. Die Eheleute haben drei Söhne und eine Tochter.

## Ehrungen
- 1968 Miller-Preis der DGZMK, Dr. Horst Kirschner, Gießen, Autoradiographische Untersuchungen über die Regeneration der Mundschleimhaut[8]
- 1972 Jahrespreis der GIRSO (Groupement international pour la Recherche scientifique en Stomatologie et Odontologie)
- 1982 DZZ-Jahresbestpreis der DGZMK, Prof. Dr. Horst Kirschner zusammen mit Dr. Günter Michel, Gießen Mikromorphologische Untersuchungen der Nervenregeneration im heilenden Demodont bei Java-Makaken[9][10]
- 1982 Wissenschaftliche Tagung anlässlich der 375-Jahr-Feier der Justus-Liebig-Universität unter dem Tagesvorsitz Kirschners mit dem Hauptthema „Mikromorphologische Untersuchungen zur normalen und pathologischen Struktur der Oralgewebe“.

## Veröffentlichungen (Auswahl)
- Lipoidlösliche Säuren in Hirnextrakten mit erregender Wirkung auf glatte Haut, Göttingen, medizinische Dissertation, 1960, Maschinenschrift
- Autoradiographische Untersuchungen über die Regeneration der Mundschleimhaut, Gießen, medizinische Habilitationsschrift, 1968
- Atlas der chirurgischen Zahnerhaltung, München u. a.: Hanser, 2. völlig überarbeitete und erweiterte Auflage, 1996
  - Band 1: Grundlagen, Traumatologie, Wurzelspitzenresektion, Zystenoperationen
  - Band 2: Zahnimplantationen, Parodontalchirurgie, Hemisektion, Wurzelamputation, Zahndurchbruchsstörungen
- Texte atlante di chirurgia conservativa dentale, Scienza e Tecnica Dentistica Ed. Internazionale, Milano 1998
  - Vol. 1: Fondamenti, traumatologia, apicectomia, trattamento delle cisti
  - Vol. 2: Trapianti e reimpianti dentali, chirurgia parodontale, emisezione, amputatio radicolare, trattamento dei disturbi dell’eruzione;
- Unfallverletzungen der Zähne: vorbeugen, retten, behandeln, Hannover: Schlütersche Verlagsanstalt, 2002
- Unfallverletzungen der Zähne: ein Kompendium für Studium und Praxis München: Elsevier, Urban & Fischer, 2. Auflage, 2006